# Enid Seeney
Enid Seeney, née à Coulsdon le 2 juin 1931  et morte le 8 avril 2011 est une designeuse céramiste britannique. Elle ne travaille que quelques années, de 1951 à 1957 pour Booths and Colclough mais sa création la plus célèbre, Homemaker, devient un modèle iconique un classique, produit en exclusivité jusqu'en 1970 pour Woolworths (en). Il figure dans de nombreuses collections publiques et privées.

## Biographie

### Jeunesse et formation
Enid Seeney est née le 2 juin 1931 dans le Surrey. Elle fréquente l'école Slepe Hall de St Ives puis la Burslem School of Art (en) de Stoke-on-Trent. Elle est la première femme formée à l'atelier de design Spode Copeland fondé par Josiah Spode (en). Elle y apprend le dessin, la peinture et la dorure pour la céramique,.

### Carrière de designeuse
En 1951, elle rejoint Booths and Colclough, membre de Ridgway Potteries (en),. Tout en travaillant, elle suit des cours du soir et, en 1954-1955, les cours du Royal College of Art à Londres.
Pour Booths and Colclough, elle conçoit les modèles Samoa et English Garden qui sont sélectionnés pour une exposition au Design Centre de Londres. Ses premières œuvres sont caractérisées par des motifs floraux stylisés, souvent exécutés à la plume et à l'encre, se qui permet un trait fin.

#### Homemaker
A la demande de Tom Arnold, le directeur, elle réalise le design Furniture, avec un motif all-over noir sur blanc caractéristique, représentant des meubles et accessoires de style contemporain, comme, entre autres, le fauteuil inclinable de Robin Day, table basse boomerang d'Isamu Noguchi et un canapé de Sigvard Bernadotte. Certains éléments très incurvés, comme les tasses à thé et leurs couvercles, sont d'un noir uni,,. Le nouveau modèle est exposé à la foire commerciale de Blackpool mais, jugé trop radical, rencontre peu de succès. Finalement la chaîne Woolworths (en) passe commande en 1957 d'un service à thé de cette série pour ses magasins londoniens et le commercialise sous le nom Homemaker à un prix qui le rend abordable au plus grand nombre,.
Il devient un classique du design du XXe siècle.
Quelques mois plus tard, Enid Seeney se marie, s'installe dans le Devon et cesse de travailler pour se consacrer à sa famille.
Après un veuvage, Enid Seeney se remarie en 1999 avec Bob Kelsall qui avait gravé les motifs de Homemaker. Elle décède le 8 avril 2001, après une courte maladie neuronale,.
La gamme Homemaker reste en production jusqu'en 1970. Elle figure dans de nombreuses collections, notamment celles du Victoria and Albert Museum de Londres, du Musée national du Victoria, du Minneapolis Institute of Art Collection.

## Pages liées
- Homemaker tableware (en)